# Glossar zu Kulturdenkmälern im Gazastreifen
Dies ist ein Glossar zu Kulturdenkmälern im Gazastreifen.

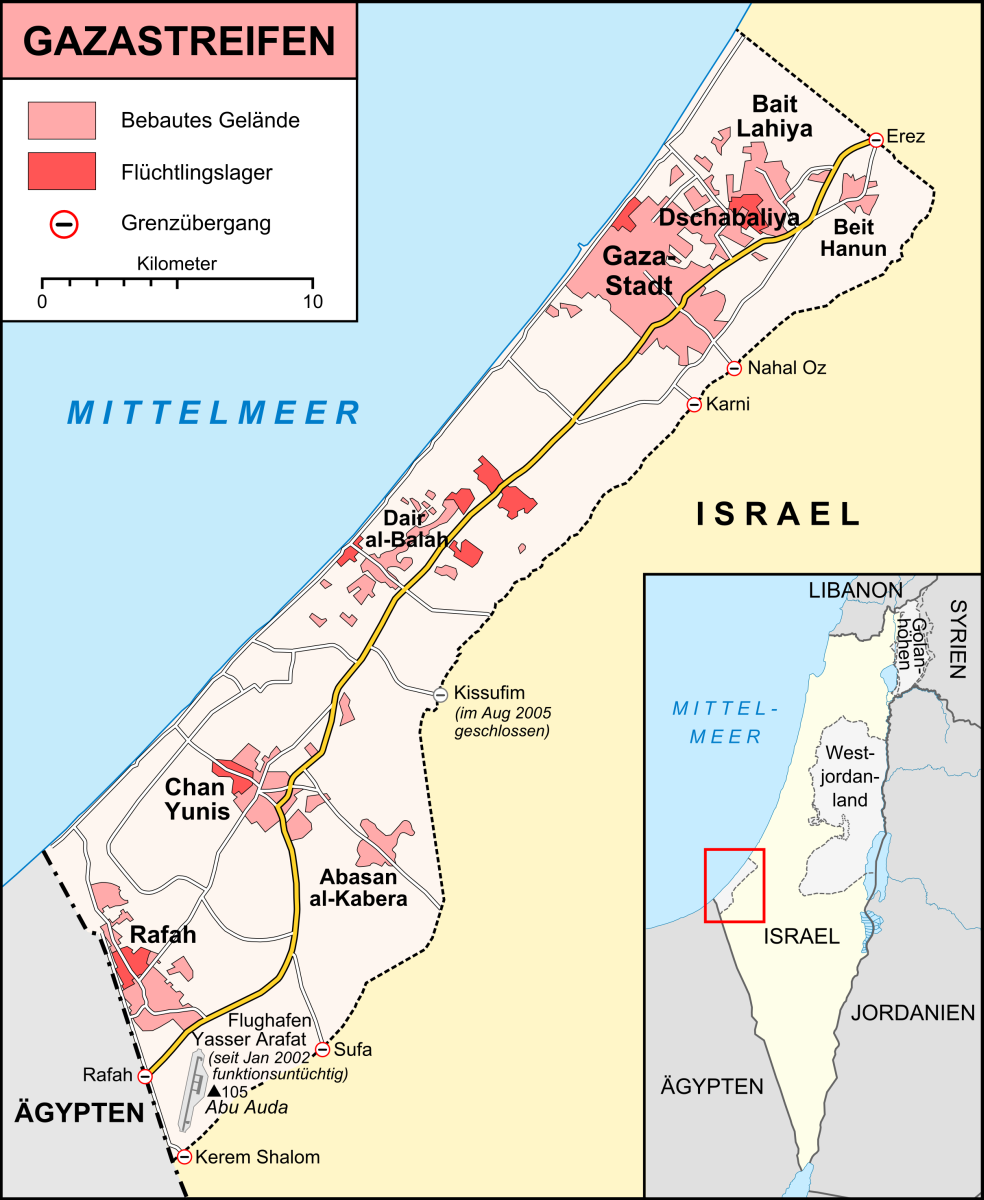
Karte Gazastreifen

## Kurzeinführung
Im Gazastreifen gibt es viele Orte von kultureller Bedeutung, z. B. wichtige archäologische und kulturelle Stätten. Das folgende im steten Aufbau begriffene Glossar zu den Kulturdenkmälern erhebt keinen Anspruch auf Aktualität oder Vollständigkeit.
Wichtigere Museen beispielsweise sind das Khan Yunis Museum, das Akkad-Museum (gegründet 1970, privat) und das Qasr al-Bascha  (Pascha-Palast-Museum), das in der Mamelukenzeit erbaut und 2010 in ein Museum umgewandelt wurde.

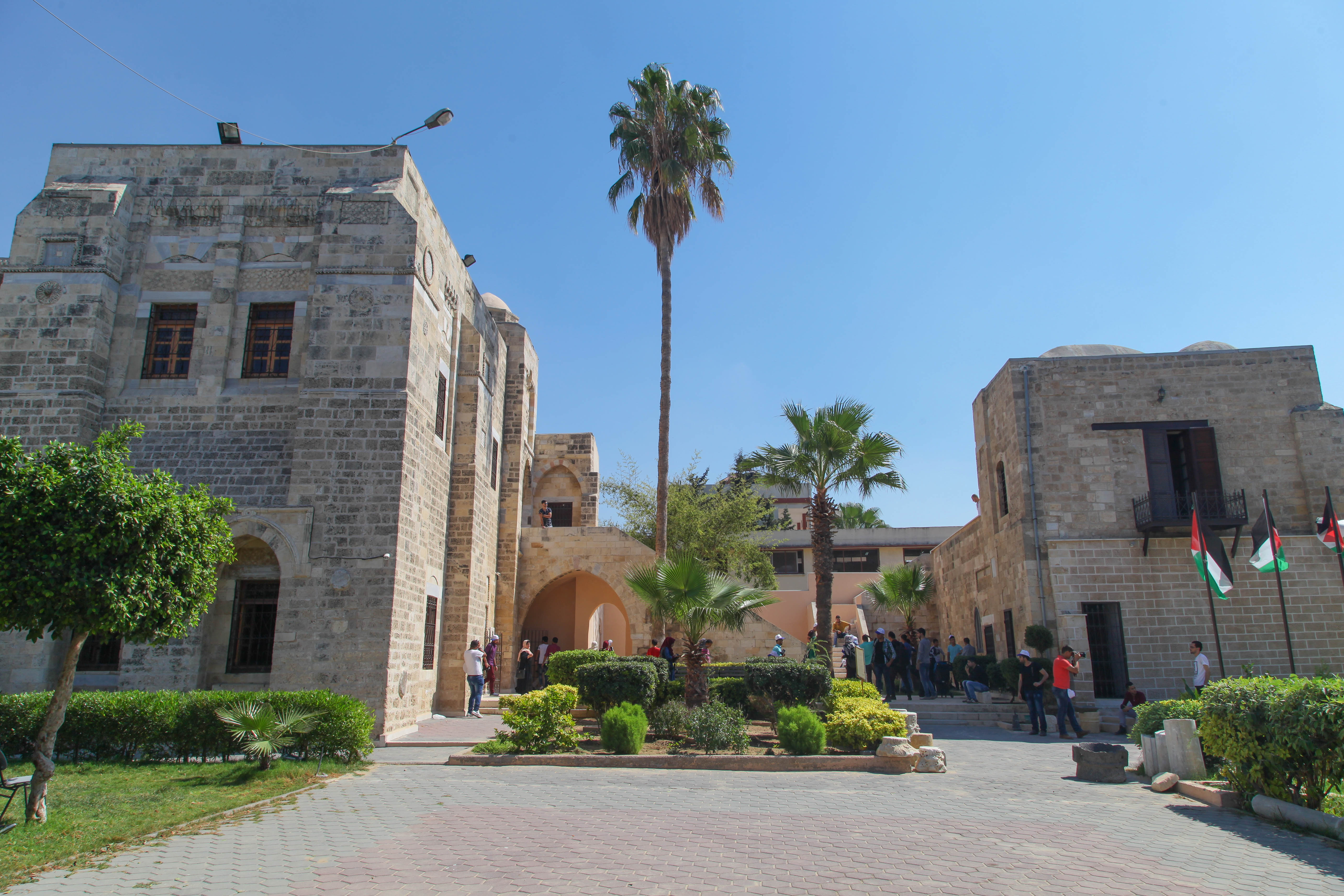
Pasha's Palace Museum (Qasr al-Basha), Gaza-Stadt

## Glossar

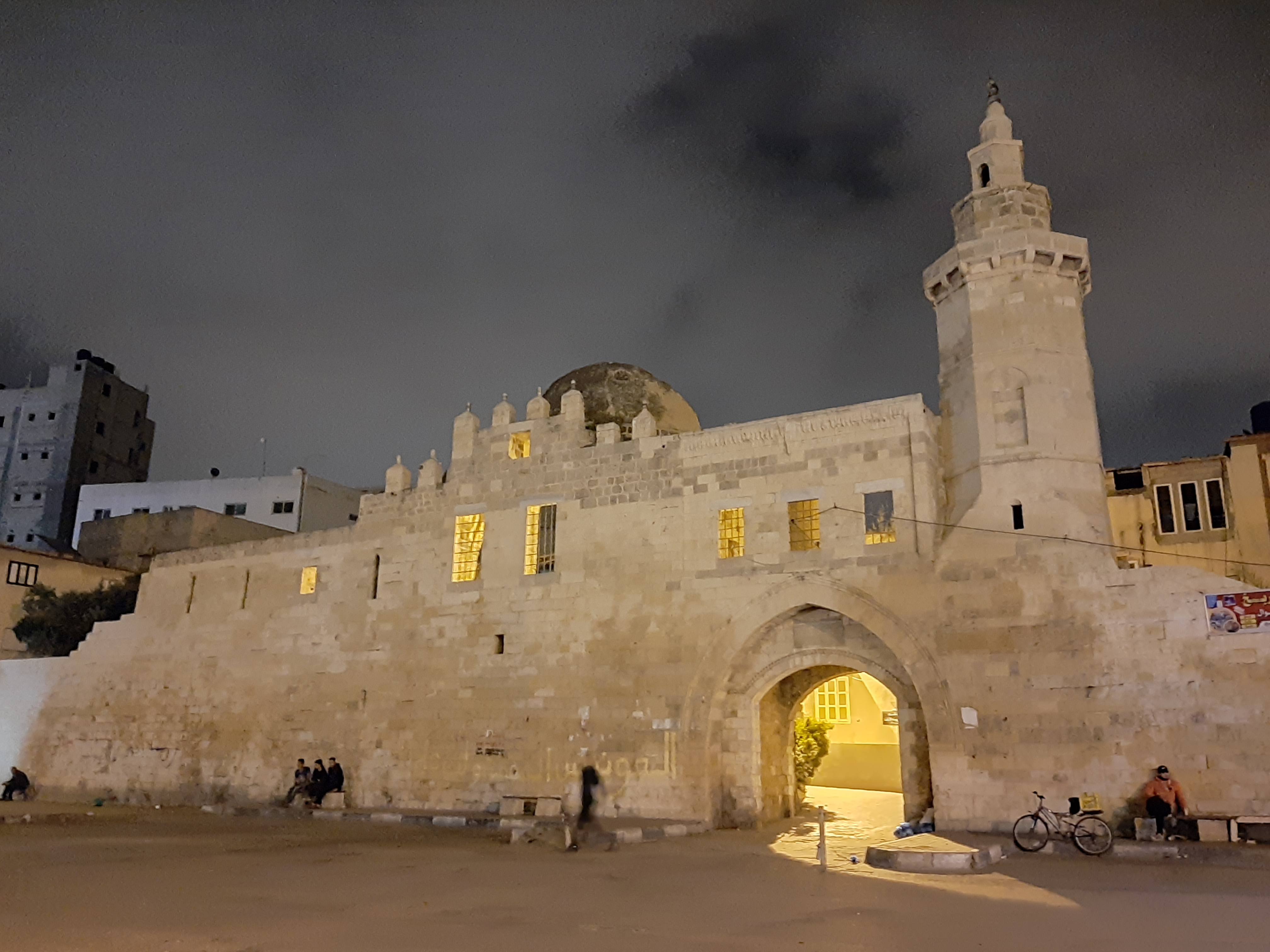
Barquq Castle, Chan Yunis

- Barquq Castle (arabisch قلعة برقوق), der Bau der Burg in Chan Yunis wurde 1387 abgeschlossen, eine robuste Festung mit hohen Mauern, enthielt eine Moschee und einen Brunnen

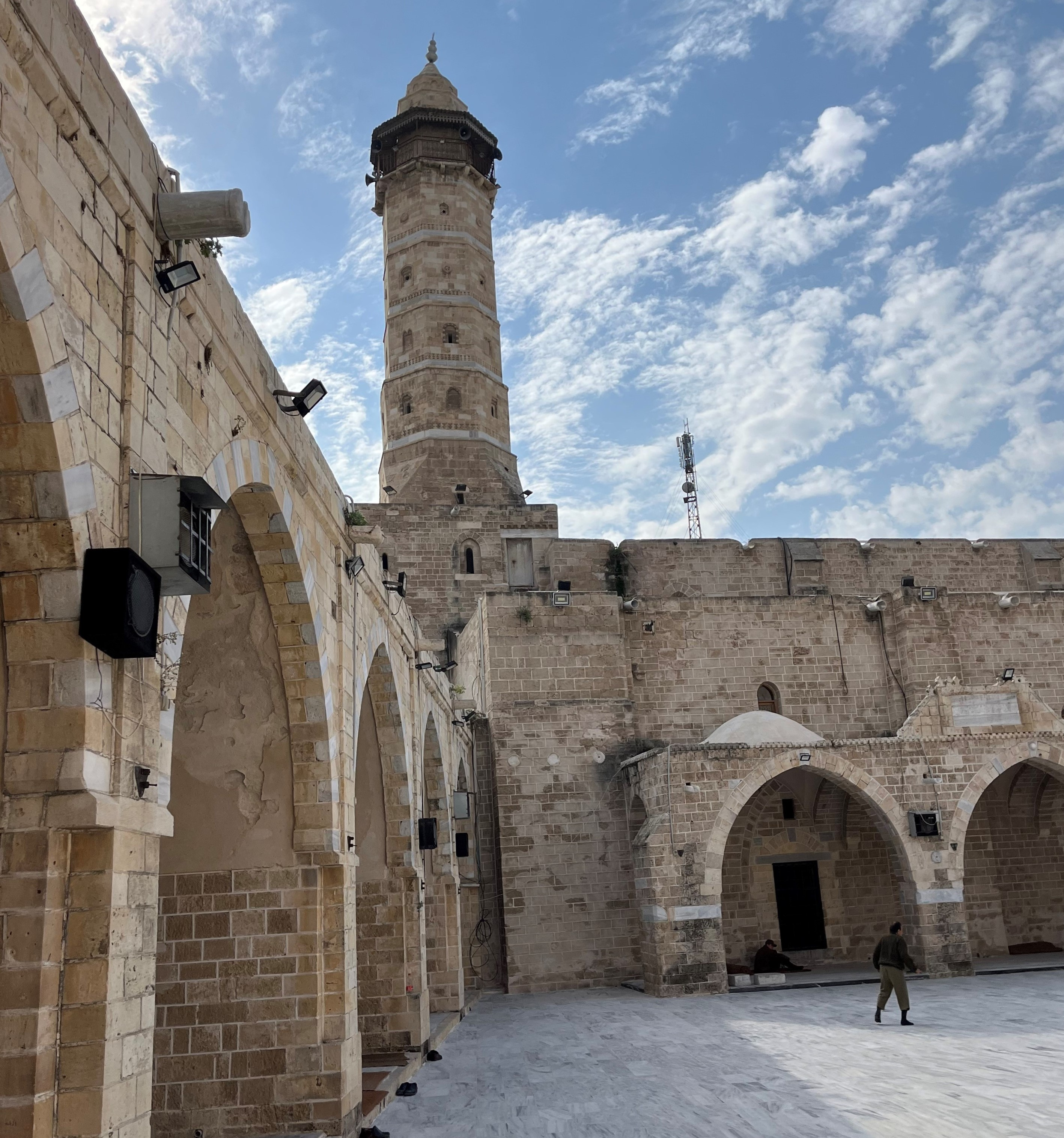
Große Moschee von Gaza

- Große Moschee von Gaza, auch als Große Omar-Moschee bekannt, die größte und älteste Moschee im Gazastreifen. Ursprünglich eine alte Tempelstätte, später von den Byzantinern genutzt, nach der islamischen Eroberung in eine Moschee umgewandelt, von den Mameluken und Osmanen im 13. bzw. 16. Jahrhundert mehrmals restauriert und wieder aufgebaut.
- Hafen von Anthedon[3] oder die archäologische Stätte von Balakhia,  archäologische Stätte nordwestlich der antiken Stadt Gaza, aus dem 8./7. Jhd. v. Chr., existierte bis in die frühislamische Zeit (md. 9. Jhd. n. Chr.) hinein
- Ibn-Othman-Moschee, Mitte des 15. Jahrhunderts von dem kurdischen Händler und Gelehrten Shehab al-Din bin Othman erbaut
- Ibrahim Al-Khalil-Schrein, im Dorf Abasan, Mosaiken mit Zeichnungen
- Al-Maghribi-Moschee
- Al Makma Al Bardabek-Moschee
- Museen: Khan Yunis Museum, Akkad-Museum, Qasr al-Bascha  (Pascha-Palast-Museum)
- Qaisaria-Markt, im Viertel Al Daraj, grenzt an die Südwand der Großen Omar-Moschee, aus der Zeit der Mamluken
- Sabil von Sultan Abdul Hamid bzw. Sabil von Al-Rifa'iyya, 1570 erbaut, aus der osmanischen Zeit, der einzige noch erhaltene Sabil befindet sich in der Al-Wahda-Straße im Viertel Daraj in der Nähe des Pascha-Palastmuseums
- Al-Sayyid-Haschem-Moschee, über dem Grab des Urgroßvaters des Propheten, Haschem Bin Abd Manaf, errichtete Moschee, im Ersten Weltkrieg 1917 zerstört und wieder aufgebaut
- Scheich-Zakaria-Moschee, im 11. Jahrhundert errichtet, im Viertel Daraj
- Scheich-Abdullah-Moschee[4], im Viertel Al-Tuffah, in der Scheich Abdullah Al-Aybak begraben ist, einer der Mameluken des Mameluken-Sultans Izz Al-Din Aybak
- Al-Shamaa-Moschee (arabisch مسجد الشمعة), im Viertel Al-Najjarin